# 이모작
이모작은 단일 경작지에서 서로 다른 작물을 1년에 번갈아 재배하는 농사방법이다. 같은 작물을 1년에 두번 재배하는 이기작과는 구별됨. 예를 들면 한국에서는 벼와 보리의 이모작이 가능하고, 중국 강남지방에서는 벼의 이기작이 가능함.

## 같이 보기
- 이기작
- 다모작